# Сікорський Сергій Іванович
Сергій Іванович Сікорський (біл. Сяргей Іванавіч Сікорскі, 11 вересня 1907 — 28 квітня 1960) — радянський партійний діяч, Герой Радянського Союзу (1944). У роки німецько-радянської війни один з керівників комуністичного підпілля і партизанського руху Вітебської та Брестської областей.

## Біографія
Народився 29 серпня (11 вересня) 1907 року в Бобруйську (нині Могильовської області Білорусі) в сім'ї робітника. Білорус
З 1929 по 1930 рік служив у лавах Червоної армії. У 1930 році також вступив до лав ВКП(б), відтоді на партійній роботі. В 1937 році закінчив Вищу комуністичну сільськогосподарську школу Білорусі. З 1939 року — секретар Брестського обкому партії.
1941 року закінчив Вищі курси політичного складу. З початком німецько-радянської війни один з керівників комуністичного підпілля і партизанського руху Вітебської та Брестської областей, командир Брестського партизанського з'єднання, одночасно секретар Брестського підпільного обкому партії.
1 січня 1944 року полковнику С.Сікорському, за зразкове виконання завдань командування в тилу противника і особливі заслуги у розвитку партизанського руху в Білорусі, присвоєно звання Героя Радянського Союзу.
З липня 1944 року вийшов в запас. У 1949 році закінчив Вищу партійну школу при ЦК ВКП(б), після чого працював секретарем Барановичського обкому КПБ, заступником міністра сільського господарства Білоруської РСР, першим секретарем Могильовського обласного комітету КПБ, міністром внутрішніх справ Білоруської РСР.
Обирався членом ЦК КПБ. Депутат Верховної Ради СРСР 4-го і 5-го скликань, Верховної Ради Білоруської РСР 3-го скликання.
Жив в Мінську, де і помер 28 квітня 1960 року. Похований на Військовому кладовищі.

## Нагороди
Нагороджений також орденами і медалями:
- орденом Леніна
- орденом Червоного Прапора
- орденом Суворова 2-го ступеня
- орденом Вітчизняної війни 1-го ступеня
- медаллю «За відвагу»